# Bodendenkmal Paffrather Mühle

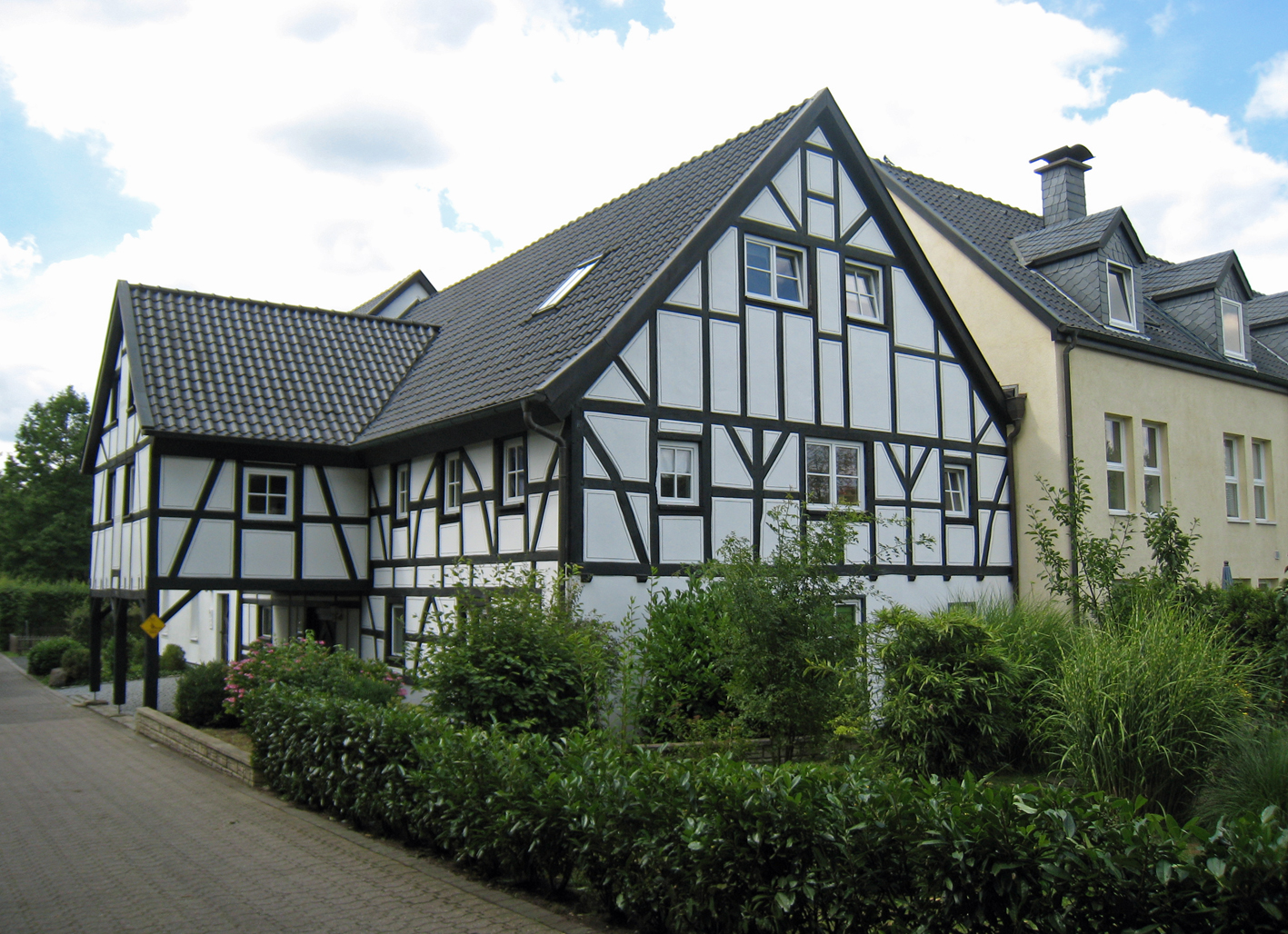
Die Paffrather Mühle 2015

Das Bodendenkmal Paffrather Mühle liegt im Stadtteil Paffrath von Bergisch Gladbach im Rheinisch-Bergischen Kreis. 

## Geschichte
Die Geschichte der Paffrather Mühle steht im Zusammenhang mit der mittelalterlichen Siedlungsentwicklung der Ortschaft Paffrath und dem Rittersitz Haus Blegge. Grundherr im Bereich von Paffrath war das Kölner Domkapitel. Ihre Vögte verwalteten auch die Paffrather Mühle, die für das Jahr 1183 erstmals urkundlich erwähnt wird. Seit dem 16. Jahrhundert werden zahlreiche Pächter der Mühle erwähnt.
Ende 1987 fand man unmittelbar neben den noch vorhandenen Fachwerkgebäuden der alten Mühle in einer Baugrube Scherben von mittelalterlicher Kugeltopfware. Sie konnte dem 12. Jahrhundert zugeordnet werden. Nach den bisherigen Bodenbefunden kann die Existenz eines Bodenarchivs als gesichert angesehen werden. Daraus sind wertvolle Informationen zu der Siedlungs- und Baugeschichte im Raum Bergisch Gladbach zu erwarten. Darüber hinaus können diese Ergebnisse zu bedeutenden Informationen zur Wirtschafts- und Sozialgeschichte und zur landesherrschaftlichen Entwicklung im Mittelalter führen.

## Bodendenkmal
Die Erhaltung und Nutzung des Bodenarchivs zur Paffrather Mühle ist aus wissenschaftlichen, bauhistorischen und wirtschaftlich- volkskundlichen Gründen im öffentlichen Interesse. Daher wurde das Gebiet unter Nr. 11 in die Liste der Bodendenkmäler in Bergisch Gladbach eingetragen.